# Appetite for Destruction
Appetite for Destruction – debiutancki studyjny album amerykańskiego rockowego zespołu Guns N’ Roses, wydany w lipcu 1987 przez wytwórnię Geffen. Na płycie jest 12 utworów, cztery z nich ukazały się również w wersjach singlowych („Welcome to the Jungle”, „Sweet Child O’ Mine”, „Paradise City” i „Nightrain”).
Płyta sprzedała się w nakładzie 28 milionów egzemplarzy i jest najlepiej sprzedającym się debiutanckim krążkiem w historii muzyki.
Album został opisany w książce 1001 Albums You Must Hear Before You Die (pol. „1001 albumów, które musisz usłyszeć, zanim umrzesz”). W 2003 został sklasyfikowany na 62. miejscu listy 500 albumów wszech czasów magazynu „Rolling Stone”.

## Tło
Grupa zaczęła szukać kogoś, kto wyprodukowałby ich debiut. W szukaniu pomagał im producent wykonawczy Geffen Tom Zutaut. Grupa myślała, żeby zatrudnić Roberta Johna Lange’a, ale ten okazał się zbyt drogi. Ostatecznie Guns N’ Roses zadecydowali, żeby zatrudnić kanadyjskiego producenta Mike’a Clinka.

## Nagrywanie i produkcja
Po jakimś czasie grupa weszła do studia Rumbo Recorders, aby nagrać Apetite for Destruction. Przez dwa tygodnie zespół wraz z Clinkiem nagrywał główne utwory. Mike Clink pracował osiemnaście godzin dziennie, nagrywając ze Slashem po południu i wieczorem, podczas gdy Axl Rose nagrywał wokale. Slash spędził godziny w studiu razem z Clinkiem, żeby konstruować jego solówki. Perkusja Stevena Adlera została nagrana przez zaledwie sześć dni, ale wokale Rose’a były nagrywane znacznie dłużej z powodu jego perfekcjonizmu. Ostatnie prace i miksowanie zostały wykonane w Mediasound Studios, a mastering w Sterling Sound w Nowym Jorku.
Część piosenek została napisana samodzielnie przez innych członków zespołu, by dokończyć je później. Są to m.in. „It’s So Easy” (Duff McKagan) i „Think About You” (Izzy Stradlin). Tekst utworu „Mr. Brownstone” jest o problemach grupy z heroiną. Duża część tekstów skupia się na młodych latach członków zespołu, np. „Out Ta Get Me” jest o problemach młodego Axla z prawem w młodości.

## Odbiór
Album zadebiutował na 182. miejscu Billboard 200. Wszedł ponownie na listę w 1988 roku, kiedy grupa zaczęła koncertować, a teledyski do „Welcome to the Jungle” i „Paradise City” były coraz częściej puszczane w muzycznych programach. Następnie album zdobył szczyt listy przebojów i pozostał na pierwszym miejscu przez cztery tygodnie. W sumie Apetite for Destruction spędziło 147 tygodni na Billboard 200. W 2008 roku album zdobył certyfikat 18x platynowej płyty w USA ze sprzedażą ponad 18 milionów kopii, co czyni go 11 najlepiej sprzedającym się albumem w historii tego kraju. Płyta jest także najlepiej sprzedającym się debiutem w historii USA. W tym samym roku Sky News ogłosiło, że Apetite for Destruction sprzedało 28 milionów kopii na całym świecie, co czyni go jednym z najlepiej sprzedających się albumów w historii. Inne źródła mówią nawet o liczbie 30 mln.
Album uzyskał pozytywne recenzje od krytyków. Stephen Thomas Erlewine z AllMusic w swojej pięciogwiazdkowej recenzji napisał, że „Album jest punktem zwrotnym dla hard rocka”, oraz że „Album jest jednym z najlepszych heavymetalowych albumów lat osiemdziesiątych”. Magazyn Q nazwał album „jednym z najlepszych w historii metalu”. Krytycy chwalili świetny wokal Axla Rose’a.

### Wyróżnienia
Lista niekompletna
- W 1990 roku magazyn „Rolling Stone” umieścił album na 27. miejscu listy najlepszych albumów lat 80[22]. Ten sam magazyn umieścił płytę na 62. miejscu listy 500 albumów wszech czasów[23].
- W 2001 roku magazyn „Q” określił płytę jednym z najlepszych 50 albumów heavymetalowych wszech-czasów[24]. W 2004 roku to samo czasopismo okrzyknęło płytę jednym z najlepszych classic rockowych albumów wszech-czasów[25].
- W 2003 roku VH1 umieścił album na 42. miejscu listy najlepszych albumów wszech-czasów[26].
- W 2002 roku Pitchfork Media uznał album za 59. najlepszy album lat osiemdziesiątych[27].

## Okładka
Początkowo okładka miała być zaprojektowana w oparciu o rysunek Roberta Williamsa zatytułowany Appetite for Destruction, który przedstawia robota-gwałciciela, ukaranego przez metalowego mściciela. Po tym, jak kilka wytwórni odmówiło wydania albumu, zespół umieścił kontrowersyjny obraz wewnątrz, zastępując ją obrazem przedstawiającym krzyż i czaszki reprezentujące członków zespołu. Rysunek został zaprojektowany przez Billy’ego White’a Jr jako tatuaż Axla Rose’a. Fotografie wykorzystane na „tyle” albumu i ostatniej stronie książeczki zostały zrobione przez Roberta Johna, Marca Cantera i Jacka Lue.
Oryginalna okładka w 2008 roku miała być ponownie drukowana na winylu, jednak w ostatniej chwili wytwórnia zmieniła ją na czaszki.

## Lista utworów
| Nr  | Tytuł                 | Tekst                     | Muzyka                         | Długość |
| --- | --------------------- | ------------------------- | ------------------------------ | ------- |
| 1.  | Welcome to the Jungle | Axl Rose                  | Slash, Rose                    | 4:34    |
| 2.  | It’s So Easy          | Duff McKagan, West Arkeen | McKagan, Arkeen                | 3:23    |
| 3.  | Nightrain             | Rose                      | Izzy Stradlin, Slash, McKagan  | 4:29    |
| 4.  | Out Ta Get Me         | Rose                      | Stradlin, Slash                | 4:25    |
| 5.  | Mr. Brownstone        | Stradlin, Slash           | Stradlin, Slash                | 3:49    |
| 6.  | Paradise City         | Rose                      | Slash, Rose, Stradlin, McKagan | 6:46    |
| 7.  | My Michelle           | Rose                      | Stradlin, Rose                 | 3:40    |
| 8.  | Think About You       | Stradlin                  | Stradlin                       | 3:52    |
| 9.  | Sweet Child O’ Mine   | Rose                      | Slash, Rose, Stradlin          | 5:55    |
| 10. | You’re Crazy          | Rose, Stradlin            | Stradlin, Slash                | 3:17    |
| 11. | Anything Goes         | Rose, Stradlin,           | Stradlin, Chris Weber          | 3:26    |
| 12. | Rocket Queen          | Rose                      | Slash, Rose, McKagan           | 6:13    |

## Twórcy
Guns N Roses
- Axl Rose – wokal prowadzący, wokal wspierający, tamburyn
- Slash – gitara prowadząca
- Izzy Stradlin – gitara rytmiczna, perkusja
- Duff McKagan – gitara basowa
- Steven Adler – perkusja

Dodatkowy personel
- Mike Clink – produkcja
- Steve Thompson – miksowanie
- Michael Barbiero – miksowanie
- George Marino – mastering
- Victor Deyglio – asystent inżyniera dźwięku
- Dave Reitzas – asystent inżyniera dźwięku
- Micajah Ryan – asystent inżyniera dźwięku
- Julian Stoll – asystent inżyniera dźwięku
- Andy Udoff – asystent inżyniera dźwięku
- Jeff Poe – asystent inżyniera dźwięku
- Robert Williams – obrazy
- Michael Hodgson – kierownictwo artystyczne
- Robert John – zdjęcia
- Jack Lue – zdjęcia
- Greg Freeman – zdjęcia